# 館野直光
館野 直光（たての なおみつ、1943年3月25日 - ）は、NHKの元アナウンサー。現在はシニアスタッフ。

## 人物
慶應義塾高等学校を経て慶應義塾大学卒業後、1966年入局。各地で勤務したほか、大河ドラマのナレーションを手掛けた。阪神・淡路大震災の前後は関西で勤務しており、関連のドキュメンタリー番組でナレーションを担当。
定年が迫ると1度勤務していた北海道へ再び移り（2度目の北海道での勤務は1997年6月に旭川局に異動）、2度目の札幌局勤務を最後にそのまま退職。札幌局のシニアスタッフとして、職員が対応できない場合に応援要員として出演する程度になり、通常でも日曜日・祝日にラジオニュースを2014年頃まで担当していた。

## 現在の出演番組
- 道内ニュース（主にラジオ担当）

## 過去の担当番組
- 徳川家康 (NHK大河ドラマ) ナレーション（1983年）
- イブニングネットワーク福島
- 列島スペシャル『よみがえれ靴の街〜神戸地域産業 再生への条件〜』（1995年5月6日、BS1）
- 列島リレードキュメント『11枚の修了証〜兵庫県 職業訓練校〜』（1995年9月27日、総合テレビ）
- NHKネットワークニュース
- ETV特集『シリーズ 人権の時代・在日外国人と人権』（3回シリーズ。1996年、教育テレビ）
- NHKニュースおはよう北海道（2002年度 土曜日担当）
- ほっからんど212（2003年度 キャスター）

その他